# Герах (Идар-Оберштайн)
Герах (нем. Gerach) — коммуна в Германии, в земле Рейнланд-Пфальц.
Входит в состав района Биркенфельд. Подчиняется управлению Херрштайн. Население составляет 250 человек (на 31 декабря 2010 года). Занимает площадь 2,29 км².